# Lucie Shorthouse
Lucy Richenda Shorthouse, född den 1 mars 1991 i Nuneaton and Bedworth, är en brittisk skådespelerska.
Shorthouse belönades för sin rollprestation som Pritti Pasha i föreställningen Everybody's Talking About Jamie med en WhatsOnStage Award för bästa kvinnliga biroll år 2018. Hon har även medverkat i TV-serierna We Are Lady Parts och Kommissarie Rebus där hon spelade Siobhan Clarke, en av seriens huvudroller.

## Filmografi (i urval)
- 2021–2024 – We Are Lady Parts (TV-serie)
- 2024 – Kommissarie Rebus (TV-serie)